# 武陵掌突蟾
武陵掌突蟾（学名：Leptobrachella wulingensis），一种于中华人民共和国湖南省张家界市天子山自然保护区发现的两栖动物，隶属于角蟾科掌突蟾属。其种加词“wulingensis”意为“武陵的”。

## 形态特征
武陵掌突蟾体型小至中等，雄蟾体长24.5～32.8毫米，雌蟾体长29.9～38.5毫米。身体背部皮肤粗糙，呈棕色或红棕色；四肢背面具有黑色横纹，肘部和上臂为橙色；喉部为灰粉色，胸部及腹部呈白色，胸部和腹部前方有疣粒状的白色斑点，腹部有大理石状斑纹；大腿内侧灰粉色，具有白色小疣粒。